# Evacanthus qiansus
Evacanthus qiansus är en insektsart som beskrevs av Kuoh 1981. Evacanthus qiansus ingår i släktet Evacanthus och familjen dvärgstritar. Inga underarter finns listade i Catalogue of Life.